# IV департамент МВД ПНР
IV департамент МВД ПНР (пол. Departament IV Ministerstwa Spraw Wewnętrznych) — структурное подразделение Службы безопасности Министерства внутренних дел ПНР в 1956—1989. Специализировался на «борьбе с враждебной деятельностью церкви», прежде всего Костёла и католической общественности. Являлся инструментом политических репрессий правящей компартии ПОРП. Практиковал тайные нападения на католических активистов, особенно связанных с диссидентами и профсоюзом Солидарность. Оперативниками спецгруппы департамента совершено убийство Ежи Попелушко. Ликвидирован в ходе радикальных политических перемен незадолго до расформирования СБ.

## Политическая и организационная предыстория
Польские коммунисты с самого начала рассматривали католическую церковь как опасного противника ППР, с 1948 — ПОРП. Ставилась задача в перспективе ликвидировать религию и церковь в «Народной Польше» — только при этом условии коммунистическое государство считалось бы достаточно прочным. Первые годы правящая компартия старалась избегать прямой и массированной конфронтации с духовенством и верующими массами (марксист и атеист Болеслав Берут закончил президентскую присягу словами «Да поможет мне Бог»). Однако преследования Костёла начались с 1944 и развивались по нарастающей.
Наибольшего масштаба репрессии против католических священников, верующих католиков, а также представителей других конфессий, достигали в 1947—1953. При административном отделе ЦК ПОРП была создана Комиссия по делам духовенства, первым куратором которой стал Якуб Берман — член правящего «триумвирата», вторая фигура режима. Был проведён ряд показательных процессов — над католическим епископом Кельце Чеславом Качмареком, над священниками и мирянами Краковской курии, над священниками-евангелистами, над Свидетелями Иеговы. Сотни католических монахов и монахинь изгонялись из конфискованных государством монастырей и направлялись в трудовые лагеря. Тысячи поляков были арестованы по религиозным мотивам, выносились смертные приговоры (часто за связь с антикоммунистическим партизанским движением), совершались тайные убийства. Примас Польши кардинал Стефан Вышиньский был арестован в 1953 и три года провёл в тюрьме. Волна антикатолических и антирелигиозных преследований пошла на спад только с середины 1950-х, в период «польской Оттепели».
В ключевом контрразведывательном департаменте Ведомства общественной безопасности (RBP) была создана «антикатолическая» 3-я секция под руководством полковника Юлии Бристигер. В Министерстве общественной безопасности (MBP) с 1946 по 1952 преследованием церкви занимался V («общеполитический») департамент во главе с той же Бристигер, в 1953—1954 — XI («профильно-церковный») департамент полковника Кароля Венцковского. В Комитете общественной безопасности (KdsBP) с 1954 по 1956 действовал VI департамент, которым руководил Венцковский, затем полковник Юзеф Дземидок.
В ноябре 1956 новое руководство ПОРП во главе с Владиславом Гомулкой провело очередную реформу правоохраны и госбезопасности. 28 ноября 1956 органы госбезопасности и гражданской милиции объединялись в структуре Министерства внутренних дел ПНР. Учреждалась Служба безопасности МВД (SB MSW, СБ). Центральный аппарат СБ МВД ПНР включал более двадцати структурных подразделений, в том числе III департамент — «по борьбе с антигосударственной и антисоциалистической деятельностью». В структуре III департамента создавался 5 отдел — по оперативному контролю над церковными кругами. Начальником отдела был назначен майор Станислав Моравский — ранее офицер MBP, служивший под началом Бристигер, участник ареста кардинала Вышиньского. Через полтора года его сменил майор Болеслав Цыкала.

## Структура и кадры

### Создание и руководство
9 июня 1962 приказом министра внутренних дел Владислава Вихи был учреждён IV департамент СБ МВД. Новому подразделению ставилась задача «защиты системных принципов ПНР от враждебной антигосударственной политической, социальной и идеологической деятельности, осуществляемой с религиозных позиций». Первым начальником IV департамента стал Станислав Моравский в звании подполковника.
В руководящий состав IV департамента входили начальник (директор), его заместители, начальники отделов, члены бюро парторганизации ПОРП. Пост начальника (директора) занимали:
- 1962—1971 — полковник Станислав Моравский
- 1971—1974 — полковник Зенон Гороньский
- 1974—1981 — генерал бригады Конрад Страшевский
- 1981—1984 — генерал бригады Зенон Платек
- 1984—1985 — полковник Зыгмунт Барановский
- 1985—1989 — генерал бригады Тадеуш Щигел

Первые две недели в июне 1962 полковник Моравский являлся и. о. начальника (директора) департамента. Две недели ноября 1981 — между отставкой генерала Платека и назначением полковника Барановского — и. о. начальника (директора) был полковник Чеслав Веяк.
Среди заместителей начальника и начальников отделов IV департамента в разное время побывали полковники Генрик Пентек, Адам Петрушка, Станислав Пшановский, капитан Гжегож Пиотровский.

### Оргструктура
При создании в структуру IV департамента входили три отдела:
- 1 отдел — контроль над деятельностью католического духовенства
- 2 отдел — контроль над легальными католическими общественными организациями (Общество светских католиков PAX, Клуб католической интеллигенции (KIK), издания Znak и Więź, другие структуры, лица, контактирующие с католиками-иностранцами)
- 3 отдел — контроль над некатолическими конфессиями: протестантами, православными, Свидетелями Иеговы, экуменистами

В 1963 был учреждён
- 4 отдел — информационно-аналитический

В 1971 создан
- 5 отдел — контроль над монашескими орденами, Люблинским католическим университетом, духовными семинариями, Академией католического богословия

В 1973 в структуре департамента создана
- Отдельная Группа D, в 1977 получившая статус 6 отдела — спецподразделение «дезинтеграции», на особом статусе выполнявшая особые задания

В 1981 в ведение IV департамента был передан контроль над положением в сельском хозяйстве ПНР и созданы
- 7 отдел — контроль над сферами государственных сельскохозяйственных ведомств (за исключением деревообработки, находившейся в ведении «промышленного» Департамента IIIA/V)
- 8 отдел — контроль над активистами аффилированной с ПОРП Объединённой крестьянской партии
- 9 отдел — борьба с оппозиционными группами в сельской местности

С ноября 1981 министр внутренних дел ПНР генерал брони Чеслав Кищак начал очередную реформу МВД. В целях повышения управляемости была проведена централизация и укрупнение, созданы несколько профильных служб. IV департамент, наряду с III,V, VI, Исследовательским бюро и промышленной инспекцией, составили министерскую Службу безопасности.
Последняя реорганизация была проведена в конце 1984. 7, 8 и 9 отделы выделены и сгруппированы в VI (сельскохозяйственный) департамент, 6 отдел/Группа D упразднён и преобразован. Структура приняла следующий вид:
- 1 отдел — информационно-аналитический
- 2 отдел — контроль над Костёлом, наблюдение за посольством Ватикана в ПНР
- 3 отдел — контроль над католическими монашескими орденами
- 4 отдел — активные мероприятия в среде духовенства
- 5 отдел — контроль над католическими общественными организациями
- 6 отдел — контроль над некатолическими конфессиями

Максимальной численности центральный аппарат IV департамента достигал в 1981 — 209 человек. К концу 1988 это количество снизилось до 99 человек. Общая численность функционеров департамента с учётом региональных подразделений в комендатурах достигала 2460 и 5000 сексотов.

### Группа «дезинтеграции»
Особое место в IV департаменте занимала Группа D/6 отдел, созданная специальным распоряжением министра внутренних дел Станислава Ковальчика. Существование Группы D было строго засекречено и скрывалось от других департаментов. Служебной документации, как правило, не велось, либо велась особым порядком и быстро уничтожалась. Оперативники спецгруппы совершали провокационные акции, тайные нападения и избиения, иногда убийства. Такие действия формулировались термином «дезинтеграция» — разрушение; отсюда кодовое название группы.
Во главе Группы D, впоследствии 6 отдела последовательно стояли подполковник Платек, подполковник Тадеуш Грунвальд, капитан Пиотровский, подполковник Веслав Феницкий, майор Ромуальд Бендзяк, подполковник Роберт Щепаньский. Своего рода «серым кардиналом» подразделения являлся заместитель начальника майор Вальдемар Пелка. Напрямую замкнутый на Платека, он был в курсе всех операций и контролировал проведение наиболее существенных. Капитан Пиотровский непосредственно руководил наиболее жёсткими оперативными мероприятиями. Майор Богдан Кулиньский, капитаны Ханна Боруцкая и Рышард Скоковский, поручик Януш Дрождж организовывали «дезинтеграцию» католических общественных организаций, массовых церковных собраний и шествий. Майор Пётр Гросман курировал информационные кампании и региональные структуры.
Штатный состав центральной Группы D в Варшаве включал в разное время от 5 до 30 человек. Но региональные отделения были созданы при милицейских комендатурах практически во всех воеводствах и крупных городах. Наиболее активные «подгруппы D» действовали в Кракове и Катовице. Краковское подразделение возглавляли капитаны Казимеж Александрек, Барбара Боровец, Барбара Шидловская. Катовицким подразделением руководили майор Тадеуш Хмелевский и майор Эдмунд Перек.
Впоследствии отмечались специфические принципы подбора кадров Группы D/6 отдела, как и в целом IV департамента. Требовались не только отточенные оперативные навыки, физическая подготовка, личная жестокость и приверженность коммунистическому атеизму. Предпочтение отдавалось офицерам с высшим образованием (особенно техническим) и высоким интеллектуальным уровнем. Идеологический догматизм доводился до фанатичной ненависти к религии и верующим. Правовое мышление не приветствовалось, поскольку многие действия носили криминальный характер даже по законам ПНР. В некоторых случаях новые сотрудники сами подвергались жёсткой обработке, типа имитации убийства в лесу с выкапыванием себе могилы — таким путём формировалось презрение к человеческой жизни, готовность выполнить любой преступный приказ. Функционеры IV департамента составили своего рода «внутреннюю касту» даже в органах госбезопасности: по их самосознанию — элитную, реально — изолированную и отчуждённую.

## Репрессивная деятельность

### Преследования католической оппозиции

#### 1960—1970-е
На совещании в августе 1963 полковник Моравский охарактеризовал действия IV департамента как «передний край борьбы с духовенством». Произвольных арестов и тем более казней уже не практиковалось, но была сформирована разветвлённая сеть осведомителей, контролировалось чтение проповедей в костёлах, оказывалось давление на епископов, священников и верующих. В среде духовенства велась вербовка агентуры с применением шантажа (например, угрозы уголовного преследования за прежнюю причастность к Армии Крайовой или вооружённым силам польского правительства в изгнании). Кардинал Вышиньский официально протестовал против новых гонений на церковь. Интересно, что канцелярия примаса имела своих информаторов в аппарате МВД и о некоторых намерениях узнавала заранее. В 1969 Моравский поставил задачу усилить конспиративную составляющую в деятельности департамента, «добиваться результатов не количеством, а качеством».
Сфера ведения IV департамента не ограничивалась церковной и религиозной оппозицией. Велось наблюдение за представителями интеллигенции, даже видными членами ПОРП, если они имели связь с католическими кругами или контакты с заграницей, особенно по католической линии. Именно IV департамент проводил ликвидацию светской подпольной организации Ruch).
Большую часть правления Эдварда Герека в 1970-е во главе IV департамента стоял генерал Страшевский. Его стратегия была сообразна партийным установкам: по возможности избегать публичных столкновений и открытых репрессий, но вести тайную инфильтрацию, устанавливать контроль, провоцировать в церкви внутренние конфликты, деморализацию и «дезинтеграцию» (подобно линии генерала Кшиштопорского в III департаменте относительно светского диссидентства). Особенную тревогу властей вызвало избрание Папой Римским Иоанна Павла II — ранее архиепископа Краковского Кароля Войтылы. Крупными акциями IV департамента стали меры оперативного контроля во время папских визитов в Польшу.
Разжигались конфликты в среде духовенства, провоцировались выступления мирян против ксендзов, ксендзов против епископата. Фабриковался и вбрасывался в СМИ «компромат» на Иоанна Павла II и кардинала Вышиньского. Специально учреждённые издания Ancora, Nowa Droga, Forum Katolików, подконтрольные Группе D, устраивали информационные провокации, сеяли рознь среди католиков.
Спецгруппа D совершала провокации, нападения, избиения оппозиционного настроенных ксендзов и светских католических активистов. Такие действия постоянно совершались против паломников Ясной Гуры. Наиболее известен случай ксендза Романа Котляжа, поддержавшего рабочие протесты в Радоме летом 1976. Роман Котляж был похищен, избит и вскоре скончался.

#### 1980-е
С Августа 1980 IV департамент, как и СБ в целом, стал ударным отрядом «партийного бетона». Ставилась задача блокировать сотрудничество Костёла с профсоюзом Солидарность. 7, 8 и 9 отделы боролись с Сельской Солидарностью. В Кракове Боровец и Шидловская вели плотную слежку и планировали нападение на квартиру оппозиционного ксендза Анджея Бардецкого, редактора Tygodnik Powszechny. Особенной жёсткостью отличалась в Катовице спецгруппа Перека, организовавшая несколько провокационных акций насилия против шахтёрских организаций «Солидарности». Сохраняются подозрения о причастности IV департамента к организации покушения на Иоанна Павла II.
После введения военного положения начальником IV департамента был назначен сторонник жёсткого курса генерал Платек. Оперативники Группы D/6 отдела проводили акции устрашения оппозиции. Специально сформированная опергруппа в августе 1982 нападала на ченстоховских паломников, ломали культовые предметы, отравляли контейнеры с питьевой водой, подбрасывали порнографию. Платек лично объявил благодарность командиру группы поручику Дрожджу. В январе 1983 Капитан Пиотровский организовал похищение и истязание активиста «Солидарности» и KIK историка Януша Крупского. Лишь иногда оперативные мероприятия срывались по специфическим причинам: ДТП, в которое в пьяном виде попал Пиотровский, не позволило организовать провокационный вброс компромата ксендзу Бардецкому.
Исключительный случай являл собой Мариан Харукевич, офицер IV департамента во Вроцлаве (впоследствии переведён в техническое бюро). Харукевич организовал группу из десяти сотрудников СБ. Они тайно сотрудничали с профцентром «Солидарности» — предоставляли информацию о внедрённой агентуре, помогли разоблачить агентов, пытавшихся расколоть оппозицию с позиций шовинизма и антисемитизма (т. н. «истинные поляки»). После увольнения Харукевич активно сотрудничал с Борющейся солидарностью.

### Убийство Ежи Попелушко
Самым ярким деятелем католической оппозиции в ПНР 1980-х был капеллан «Солидарности» ксёндз Ежи Попелушко. Первый секретарь ЦК ПОРП генерал Ярузельский и министр внутренних дел генерал Кищак распорядились прекратить его проповеди. Приказ был отдан по линии IV департамента. По указанию генерала Платека его заместитель полковник Петрушка сформировал спецгруппу 6 отдела — в неё вошли капитан Пиотровский, поручики Лешек Пенкала и Вальдемар Хмелевский. 19 октября 1984 Ежи Попелушко был похищен и убит после жесточайших избиений.
Последствия гибели Ежи Попелушко оказались непредусмотрены IV департаментом. Взрыв негодования и протеста в стране превзошёл все ожидания. Ярузельский и Кищак воспользовались ситуацией для политической чистки в партийно-государственном руководстве — устранении конкурентов из «партийного бетона». Пиотровский, Пенкала, Хмелевский и Петрушка были арестованы, отданы под суд и отбыли длительное тюремное заключение. Платек снят с руководства департаментом и отправлен в заграничную командировку. Его преемник полковник Барановский полгода спустя умер при невыясненных обстоятельствах. Приказом министра Кищака от 30 ноября 1984 формирование Группа D/6 отдел было преобразовано в 4 отдел департамента, взятый на особый контроль.
Во второй половине 1980-х, на фоне «польской перестройки», деятельность IV департамента была менее активна. Однако борьба компартии и государства с церковью не прекращалась «до последних минут существования ПНР». Новый оперативный план для IV департамента был утверждён Кищаком уже вскоре после убийства Попелушко. Всплеск вербовочной деятельности департамента под руководством генерала Щигела пришёлся на 1988, когда отмечалось 1000-летие Крещения Руси. Вся деятельность IV департамента, как и СБ в целом, проходила в тесной координации с КГБ СССР.

## Ликвидация
После Круглого стола и победы оппозиции на альтернативных выборах правительство возглавил представитель «Солидарности» Тадеуш Мазовецкий. Генерал Кищак ещё около года оставался министром внутренних дел, в органах МВД сохранялась структура СБ. Однако такое одиозное формирование, как IV департамент, не могло существовать далее. 24 августа 1989 Кищак издал приказ о расформировании IV департамента. Кадры были распределены между Исследовательским бюро и новоучреждённым Департаментом экономической защиты. Последний начальник IV департамента генерал Щигел сыграл видную роль в уничтожении документации СБ. Серьёзные подозрения, связанные IV департаментом, вызвала гибель ксендза Сильвестра Зыха, капеллана Конфедерации независимой Польши и подпольной боевой организации SZPP уже в 1989.
Прежняя СБ могла существовать только в контексте коммунистического государства. Отстранение от власти ПОРП и преобразование ПНР в Третью Речь Посполитую исключало сохранение этой структуры. 6 июля 1990 ушёл в отставку Кищак. Новым министром внутренних дел Польши стал представитель «Солидарности» Кшиштоф Козловский. 31 июля 1990 СБ была расформирована, функции обеспечения государственной безопасности перешли к новому Управлению охраны государства.

## Общественное осуждение
В современной Польше бывшие функционеры IV департамента МВД ПНР подпадают под действие люстрационного законодательства. Некоторые сотрудники низшего звена были привлечены к уголовной ответственности и осуждены. Однако Зенон Платек, обвинявшийся в организации убийства Попелушко, был оправдан судом за нехваткой документальных доказательств. Защита ссылалась на отсутствие прямого указания убить священника — буквально распоряжение звучало как «заставить его замолчать». В дальнейшем процесс был возобновлён, но прекращён по состоянию здоровья обвиняемого.
Деятельность IV департамента, особенно Группы D, рассматривается как своего рода эталон бесчеловечной жестокости (даже на фоне других карательных служб). Однако некоторые из бывших функционеров сумели завоевать определённые общественные позиции. Конрад Страшевский стал крупным бизнесменом в сфере туризма. Эдмунд Перек занимался охранным бизнесом и погиб в криминальной разборке. Гжегож Пиотровский после выхода из тюрьмы занялся антиклерикальный публицистикой и приобрёл в этом качестве дополнительную известность скандально-эпатажного характера.